# لخمة راس (فلم)
لخمة راس فيلم مصري كوميدي بطولة أشرف عبد الباقي وأحمد رزق وسعد الصغير ومها أحمد وحسن حسني ولطفي لبيب وزيزي مصطفى.

## قصة الفيلم
تدور أحداث الفيلم حول صابر الذي يحلم بأن يلتحق ابنه يوسف بكلية الشرطة، ولكن لم يقبل لسمنته الزائدة، ويقع صابر في مشكلة كبيرة لأنه اقترض مالاً من أهل منطقته فيتظاهر يوسف بأنه قبل في الكلية ويرتدي بذلة طالب بكلية الشرطة ويسافر إلى والدته، وفي الأوتوبيس تتبدل حقيبته مع حقيبة المجرم نخنوخ التي تحتوى على رأس قتيل، وتقوم العصابة باختطاف خطيبة يوسف لإسترجاع الحقيبة وتتوالى الأحداث في إطار كوميدي ساخر.

## الممثلون
- أشرف عبد الباقي
- أحمد رزق
- سعد الصغير
- مها أحمد
- حسن حسني
- لطفي لبيب
- غسان مطر
- زيزي مصطفى
- سامح حسين
- شمس
- سعيد طرابيك
- علاء زينهم
- مصطفى هريدي
- بدرية طلبة
- نورا السباعي

## روابط خارجية
- مقالات تستعمل روابط فنية بلا صلة مع ويكي بيانات